# Liste de visionneuses d'images
Vous trouverez ci-dessous une liste de visionneuses d'images.

## Logiciels propriétaires

### Logiciels propriétaires payants
Voici une liste de logiciels propriétaires payants :
- ACDSee
- Adobe Bridge
- l'application Aperçu incluse dans  système d'exploitation Apple Mac OSX
- « Aperçu des images et des télécopies Windows » (shimgvw.dll, inclus dans Windows XP)
- cam2pc
- celum IMAGINE
- ePhoto
- ExifPro Image Viewer
- Firehand Ember
- ImageGlass
- IMatch
- iPhoto
- KITVIEW
- Orange Logic: Cortex3
- P3dO Explorer Image Viewer
- Pixephore
- Shell Picture

### Gratuiciels
Voici une liste de logiciels propriétaires gratuits ou gratuiciels :
- academium
- Cam2pc Freeware Edition
- CocoViewX
- MobaPhoto
- Futuris Imager
- Image Browser Arctic
- IrfanView
- KoffeePhoto
- Konvertor
- Picasa
- Vallen JPegger
- XnView
- FastStone Image Viewer
- PlainViewer
- Regards
- STDU Viewer
- Photoscape
- Photofiltre
- Photo Pos Pro
- Pixlr
- Fotor
- PicWish
- Photos pour Windows 11

## Logiciels libres
Voici une liste de logiciels libres :
- GNOME :
  - Eye of GNOME
  - F-Spot
  - Gthumb
  - phraymd
  - Shotwell

- KDE :
  - digiKam
  - Gwenview
  - KuickShow
  - KView
  - ShowImg
- Autre
  - JBrout
  - GQView
  - Ristretto
  - FEH